# Ralf Özkara
Ralf Özkara (* 19. November 1970 in Schramberg als Ralf Helble) ist ein deutscher Politiker (parteilos, ehemals AfD).

## Leben
Özkara wurde in Schramberg als Ralf Helble geboren und wuchs im Landkreis Rottweil auf. Er ist ein ehemaliger Zeitsoldat und Verwaltungsfachangestellter.
Er lebt in Berglen und ist mit einer türkischstämmigen Unternehmerin verheiratet. Seit Juli 2010 leitet er mit ihr zusammen eine Zeitarbeitsfirma für Pflegekräfte. Das Paar hat einen Sohn.

## Politik
Özkara trat in die AfD ein und wurde 2015 zum Sprecher des Rems-Murr-Kreises gewählt. Er war ab April 2016 bis Ende Februar 2017 Büroleiter von Jörg Meuthen. Anfang März 2017 wurde er in Sulz am Neckar vom Landesparteitag zum ersten Landessprecher (Landesvorsitzenden) gewählt. In der Stichwahl gewann er mit 224:209 Stimmen gegen die zukünftige Bundestags-Fraktionschefin und damalige Landesspitzenkandidatin Alice Weidel. Seit April 2018 war er mit Marc Jongen gleichberechtigter Landessprecher der AfD Baden-Württemberg.
Özkara fordert die Überwachung aller Moscheen in Deutschland. Er betrachtet den Islam als politische „Ideologie“ und als Integrationshindernis, wobei seine Frau und seine Schwiegereltern als Muslime gut integriert seien. Er wandte sich gegen den Parteiausschluss von Björn Höcke.
Im Oktober 2018 kandidierte Özkara erfolglos bei der Oberbürgermeisterwahl in Offenburg als erster AfD-Kandidat bei einer solchen Wahl im Bundesland. Als Grund nannte er die Tötung eines Offenburger Arztes durch einen Asylbewerber am 16. August 2018. Özkara strebte ein Ergebnis von mindestens 20 % an, alles andere sei für ihn eine Enttäuschung. Bei der Wahl siegte der CDU-Politiker Marco Steffens, Özkara belegte den vierten Platz mit 5,4 % der Stimmen.
Am 20. November 2018 trat Özkara mit unmittelbarer Wirkung vom Landesvorsitz der AfD „aus privaten, beruflichen und familiären“ Gründen zurück. Bis Mai 2019 war er Geschäftsführer der AfD-Fraktion im Bayerischen Landtag.
Im Mai 2019 trat Özkara aus der AfD aus und gab als Begründung an: „Diese Partei wird von Idioten geleitet.“ Nach Darstellung von Jan Sternberg im Göttinger Tageblatt hatte er im Rahmen der Spendenaffäre um Alice Weidel als einziger deren Rücktritt gefordert und dadurch die Unterstützung für eine Kandidatur bei der Europawahl 2019 verloren. Nach seinem Wechsel nach Bayern habe er sich in Machtkämpfe verstrickt und sei kurz zuvor entlassen worden, woraufhin er mit einem „lauten Abgang“ gedroht habe.